# 阿尔弗雷德·内沃
阿尔弗雷德·内沃（法語：Alfred Neveu，1890年12月24日—1975年5月20日），瑞士男子雪车运动员。他曾代表瑞士参加1924年冬季奥林匹克运动会雪车比赛，联同爱德华·舍雷尔、阿尔弗雷德·施莱皮和海因里希·施莱皮获得男子四人金牌。